# Naseerabad
Naseerabad (em urdu:  ناصر آباد) é uma pequena vila localizada no distrito de mesmo nome, na província paquistanesa de Baluchistão.